# Бакара
„Бакара“ (на испански: Baccara) е испанска група.
Дуото добива световна популярност с дебютния си сингъл Yes Sir, I Can Boogie, който достига до № 1 в много европейски държави. През 1978 г. представят Люксембург на ежегодния песенен конкурс „Евровизия“. Мария Мендиола и Майте Матеос се разделиха през 1981 г.

## История

### „Бакара“ с Майте Матеос (от 1983 г.)
За последните 40 години Майте Матеоc смени 12 партньорки по сцената.
От 1999 до 2004 г. Майте Матеос свири на сцената и записва песни в студио с Кристина Севиля.
През 2000 г. „Бакара“ съставен от Майте Матеоc и Кристина Севиля записват албума "Baccara 2000", който е издаден от звукозаписната компания Ар Си Ей Рекърдс. През 2004 г. Майте Матеоc и Кристина Севиля участват в конкурса Melodiefestivalen в Швеция. Също през 2004 г. „Бакара“ издава албума "Soy tu venus".

### „Бакара“ с Мария Мендиола (1985 – 2021 г.)
В началото групата се нарича New Baccara, за да се различава от реформираната от Майте Матеос Baccara. Мария Мендиола работи с вокалистката Мариса Перез и през 1987 г. те достигат Топ 5 в Испания и Топ 40 в Германия със сингъла "Call Me Up" написан от Йън Кусик.
През 1988 г. дуетът пуска няколко от евро-повлияните Hi-NRG танцови парчета, под шапката на лейбъла "Bellaphon". "Call Me Up", "Fantasy Boy" и "Touch me" са продуцирани от Луис Родригес и стават големи клубни хитове в цяла Европа. Тяхна версия на "Wind Beneath My Wings", издадена от "Loading Bay" в края на 90-те (оригиналът е на Бети Мидлър) също става голям хит в британските клубове.
В края на десетилетието New Baccara си връща името Baccara и продължава да издава нови песни, които не са насочени към чартовете, а са повече клубно ориентирани и синглите се издават в доста ограничен тираж.
Мендиола и Перез са звезди по време на турнето си в Обединеното Кралство през 2000 г., когато пеят на Уембли (стадион) в компанията на други групи. През 2004 г. те участват в британското риалити шоу "Hit Me Baby One More Time".
През август 2005 г. Мендиола и Перез са удостоени с място на виенската "Musical Mile".
В края на 2008 г. Мариса Перез е диагностицирана с полиартрит и се взема решението докато тя се възстанови, при участията на Baccara на живо нейното място да бъде заето от Лаура Мендиола – племенница на Мария.
Скоро след това Мариса окончателно напуска Baccara и Мария започва да пее с Кристина Севиля, която преди това (от 1999 до 2004 г.) се е изявявала на сцената с Майте Матео.
През 2012 г. Мария Мендиола и Кристина Севиля като Бакара участват в Москва на фестивала 'Легенди Ретро ФМ'.
През 2016 г. двете, заедно с групата Plugin пускат нова версия на "Yes Sir, I Can Boogie". Пред следващата година издават албума "I Belong to Your Heart", който е продуциран от Луис Родригес и включва 11 нови песни плюс удължена версия на "I Belong to Your Heart" и нова версия на "Fantasy Boy".
През ноември 2020 г. "Yes Sir, I Can Boogie" се завръща в британските класации след като е футболисти от националния отбор на Шотландия я пускат в няколко видеоклипа онлайн. Те пеят песента по време на празненството за класирането на Шотландия на Европейското първенство по футбол. "Yes Sir, I Can Boogie" прекарва две седмици в Британския Топ 100. Мария Мендиола казва тогава, че ще бъде щастлива да запише нова версия на песента за финалите.
През юни следващата година шотландският DJ George 'GBX' Bowie пуска нова ремиксирана версия на "Yes Sir, I Can Boogie", която шотландските фенове да ползват като химн на финалите. В тази версия са използвани нови вокали от Бакара, а песента достига номер 11 в Британския Топ 100 по продажби .
Мендиола умира на 11 септември 2021 г. на 69 години в болница , заобиколена от близките си. Кристина Севиля пуска следното съобщение в официалния инстаграм акаунт на дуета @baccaraoficial: „Колко ми е трудно да напиша това... Мария, чудесен артист, но за мен - над всички... МАята приятелка ни напусна днес. Нямам думи - Искам само да й благодаря за всичко, което получих от нея и да й кажа отново това, което съм й казвала толкова много пъти през живота ми... Обичам те...“
Семейството ѝ казва, че Мария се е борила с анемия повече от две десетилетия.

### „Бакара“ с Кристина Севиля (от 2022 г.)
След смъртта на Мария Мендиола, Кристина Севиля решава да продължи формирането, притежавайки собствеността и правата върху марката, като непрекъсната почит към наследството на Мария Мендиола. На 26 януари 2022 г. е направено официалното съобщение, представящо новия им член, Хелън Де Кирога, певица с дълга кариера и известна с работата си с артисти като Мигел Босе и Алехандро Санс. Тя също така е участвала в мюзикъли като „Котки“ и е изпя песни за филма на Дисни като Малката русалка.
Тяхното представяне се провежда в Киев през февруари 2022 г. През 2022 г. те изнасят различни концерти и представления в градове като Севиля (за Christian Dior), Мадрид (Madrid Pride, сцена на Plaza de España), Лондон, Шотландия се представиха на фестивала Doune the rabbit hole  и Естония.
В началото на септември 2022 г. техният звукозаписен лейбъл, Team 33' обявява издаването на новия сингъл на Бакара, „Don’t Let This Feeling Go Away“, продуциран от Луис Родригес.
До края на ноември 2022 г. те пътуват до Съединените щати, за да изнесат два концерта в Калифорния.
През първата половина на 2023 г. те продължават своето международно концертно турне, като посещават страни като Боливия (Карнавалът в Оруро). През април 2023 г. испанското издание на списание "Elle" публикува голяма статия за Baccara.
През май 2023 г. те издават макси-сингъла за „Don't Let This Feeling Go Away“, включващ разширени версии на гореспоменатата песен, „Call Me Up“ и „Fantasy Boy“. През юни 2023 г. Кристина Севиля и Хелън де Кирога свирят в Рига, столицата на Латвия, на Nostalgia Fest - заедно с артисти като Samantha Fox и InGrid. 
Също през юни 2023 г. Бакара свири в САЩ, Тексас и Калифорния, на New Wave Fest  заедно с артисти като Джой и F.R.David. През юли 2023 г. Кристина Севиля и Хелън де Кирога изнесоха концерт  в Уралск, градът в Казахстан. 
През август 2023 г. Бакара участва на Фестивала на културните изкуства  в град Ботошани в Румъния заедно с пианиста Ричард Клайдерман. 
През септември 2023 г. Кристина Севиля и Хелън де Кирога участваха в ETAM live show  в Париж на френския лейбъл за бельо ETAM. Шоуто беше излъчено на живо по френския телевизионен канал TMC. 
През октомври 2023 г. Бакара записват новия си албум в Studio 33 на продуцента Луис Родригес.
През ноември 2023 г. Кристина Севиля и Хелън де Кирога се представиха в Молдова, в град Комрат, на фестивала на виното.

## Дискография

### Студийни албуми
- Baccara (1977)
- Light My Fire (1978)
- Colours (1979)
- Bad Boys (1981)

### Компилации
- The Hits of Baccara (1978)
- The Original Hits (1990)
- Star Collection (1991)
- The Collection (1993)
- Yes Sir, I Can Boogie (1994)
- Star Gala (1994)
- Golden Stars (1995)
- The Collection (1998)
- Woman to Woman (1999)
- The Best of Baccara – Original Hits (2001)
- The Best of Baccara (2005)
- The Very Best of Baccara (2006)
- 30th Anniversary (2007)

### Сингли
- Yes Sir, I Can Boogie/Cara Mia (1977)
- Sorry, I'm a Lady/Love You Till I Die (1977)
- Granada/Sorry, I'm A Lady (1977)
- Koochie-Koo/Number One (1977)
- Mad In Madrid/Love You Till I Die (1977)
- Darling/Number One (1978)
- Darling/Mad In Madrid (1978)
- Parlez-vous français?/Amoureux (1978)
- Parlez-vous français? (английска версия)/You And Me (английска версия на Amoureux) (1978)
- Parlez-vous français?/Adelita (1978)
- The Devil Sent You To Lorado/Somewhere In Paradise (1978)
- El diablo te mandó a Laredo (испанска версия на The Devil Sent You To Lorado)/Somewhere In Paradise (1978)
- Body-Talk/By 1999 (1979)
- Baila tú (испанска версия на Body-Talk)/En el año 2000 (испанска версия на By 1999) (1979)
- Ay, Ay Sailor/One, Two, Three, That's Life (1979)
- Ay, Ay Sailor/For You (1979)
- Eins plus eins ist eins (немска версия на „One, Two, Three, That's Life“)/For You (1979)
- Sleepy-Time-Toy/Candido (1980)
- Colorado/Mucho, Mucho (1981)